# Taršíš

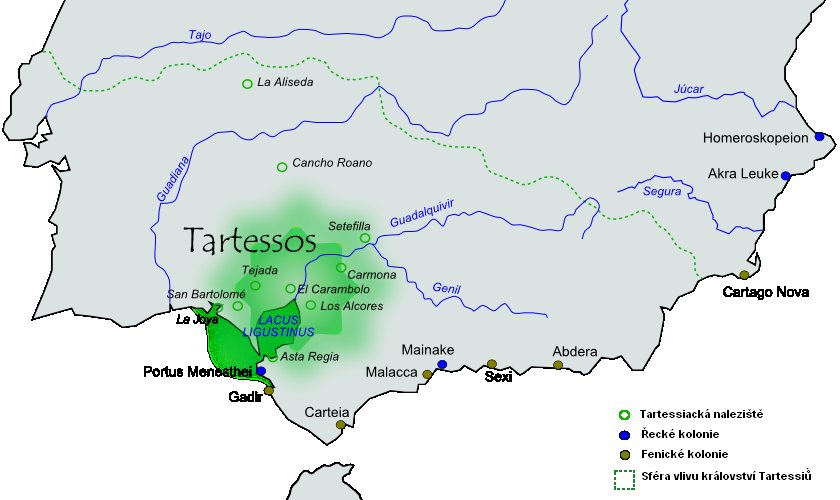
Možná lokace Taršíše na jihu Pyrenejského poloostrova

Taršíš (hebrejsky תַּרְשִׁישׁ‎) je město popisované v Bibli na několika místech, nejvýrazněji však v knize Jonášově. V příběhu s prorokem Jonášem figuruje jako místo daleko "od Hospodina", ale z textu samého není možné určit, jakým směrem leželo. Vysvětlení Samuela Bocharta je, že Jonáš, který má prorokovat ve městě Ninive v Mezopotámii, prchá před Hospodinem na lodi směrem na západ do Španělského Taršíše, tedy na opačnou světovou stranu, než je Ninive vůči Jafě. Jako by na tehdejší druhý  konec světa. 
Přesnou lokalizaci (biblického) místa nelze určit s jistotou. Nabízejí se tyto možnosti:
Vzhledem k umístění „za mořem“ a „daleko“ může být Taršíš totožný s oblastí obývanou národem Tartessů, tedy přibližně současným místem španělského města Cádiz. Taršišské lodě (lodě určené pro obchod s tímto místem) byly velké, mohutné a dobře vybavené. Toto místo odpovídá i popisu zdroje bohatství stříbra a surovin. Pro tuto variantu hovoří i etymologická podobnost.
Někdy bývá ale také ztotožňován se Sardinií, Kartágem či Velkou Británií.

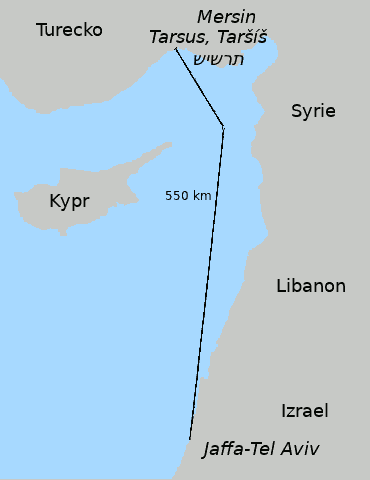
Námořní cesta z Jafy do Taršíše, Tarsu v Turecku představovata okolo 550 km

Námořní přístav v Turecku, který je známý spíše jako Tarsus, rodiště sv. apoštola Pavla nese zcela stejný hebrejský název Taršíš (תרשיש). 
Na první pohled se zdá rozumnější, že Jonáš neplul napříč celým Středozemním mořem, ale spíše jen z dnešního izraelského Tel Avivu (Jaffa) do dnešního tureckého Mersinu (Tarsus, Taršíš), což představuje přibližně 550 km (297 námořních mil). I za velmi příznivého počasí to byla cesta pro tehdejší obchodní lodě na dva týdny. Na druhou stranu podle biblického záznamu se jednou za tři roky vypravovaly velké lodě do Taršíše. Pro takovou akci je 550 km naopak malá vzdálenost. A archeologické záznamy ukazují, že Féničané skutečně obchodovali až se vzdáleným Pyrenejským poloostrovem. Do kterého Taršíše tedy nakonec Jonáš cestoval, stále zůstává hádankou, ale možné jsou všechny varianty.

## Fénické obchodní lodě
Podle biblických údajů o dočasné úzké spolupráci mezi izraelským vládcem Šalamounem a sidónsko - tyrským králem Chíramem byly fénické obchodní lodě každého třetího roku po důkladné přípravě vysílány na dalekou plavbu do okolí jihošpanělského Tartéssa (severně od Cádizu), dále i na delší plavby Rudým mořem. Jejím úkolem byl dovoz drahých kovů a dalších surovin pro fénickou řemeslnou výrobu a také pávů a opic jako exotickou okrasu pro panovnický dvůr.O fénickém obchodování je psáno v Bibli v 27. kapitole Knihy Ezechielovy: kupci se vrátili z Taršíše na trhy v Týru se stříbrem, železem, cínem a olovem.
Nejstarší fénické kolonie byly založeny v jihošpanělské oblasti Tartessa, která je bohatá na kovy.

## O Tartéssu v básních a v díle geografa
Pro mnoho historiků byl Jonášův Taršíš totožný s Tartéssem. Poprvé se jméno Tartéssos objevuje v básni řeckého lyrického básníka Stésichora, který žil mezi 7. a 6. stoletím př. n. l. Geograf Strabón (63/64 př. n. l. – 24 n. l.) napsal v době Augustovy vlády (63 př. n. l. – 14 n. l.), že město Tartéssos si vypůjčilo jméno od řeky Tartesso se stříbrnými žílami. Tato řeka protékala naproti městu Gadiru (Cadixu, Cádizu). Prosperující město se mělo zdvíhat na zemi mezi dvěma rameny řeky.
Ve 4. st. n. l. Rufius Festus Avienus ve své básni De ora maritima popsal detailně město a krajinu v jeho okolí podle staré punské mapy (portolanu) ze 6. st. př. n. l. Podle Aviena se Tartéssos nacházel čtyři dny pochodu od povodí Taja a pět dní od fénické kolonie Mainaka (dnešní Málaga), poblíž Gibraltaru. Tartéssos se zdvíhal na ostrůvku v stejnojmenném zálivu, do něhož se vlévaly vody řeky, která omývala jeho hradby, poté co překročila jezero Ligustino.

## Výsledky archeologických vykopávek
Archeologové podnikli četné vykopávky v průběhu posledních desetiletí na dolním toku řeky Guadalquiviru a lokalizovali antický Tartéssos. Na základě dlouhých výzkumů rekonstruovali dějiny tohoto města. Starý Tartéssos byl ztotožněn s dnešním městem Huelva, nacházejícím se uprostřed atlantského pobřeží Andalusie. Město Huelva je na soutoku dvou řek Tinta a Odielu, mezi nimiž se rozkládá ostrov Saltes. Za Huelvou se rozkládá oblast povrchových dolů, na prvním místě to byla těžba cínu. Předpokládá se, že město Tarséssos zažilo svůj vrcholný kulturní vzestup  v 10. st. př. n. l. a zachovalo si prvenství na Ibérském poloostrově až do vylodění Féničanů. V prvním období se jednalo o obchodné styky, ale během intenzivní foinické kolonizace jihošpanělského pobřeží v 8. st. př. n. l. se celá oblast dostala do sféry vlivu sidónsko-tyrské aristokracie. V 6. st. př. n. l. Féničany vystřídali Punové. Na konci 5. st. př. n. l. byla moc města Tartéssos, které dříve ekonomicky ovládalo celou dolní oblast Guadalquiviru, velice oslabena. Tartéssos bylo velké antické hornické město a jeho bohatství plynulo z těžby kovů, produkce surovin a prodeji  řemeslných a uměleckých výrobků. Ve Villeně u Allicante byl objeven poklad z 8. st. př. n. l., který zahrnuje pětašedesát předmětů z masivního zlata či ze zlatých destiček (náramky, misky, pohárky z tepaného zlata, lahvičky) a několik železných předmětů. Také iberské sochařství bylo na vysoké úrovni. V Archeologickém muzeu v Madridu je umístěna pohřební busta ženy pojmenována podle místa svého nálezu: Dáma z Elche (5 – 4 st. př. n. l. ). Dáma z Elche má propracovaný účes a okázalý šat (typické pro iberské sochařství).